# Ischnomesus planus
Ischnomesus planus là một loài chân đều trong họ Ischnomesidae. Loài này được Wolff miêu tả khoa học năm 1962.